# Ganggrab von Bunsoh

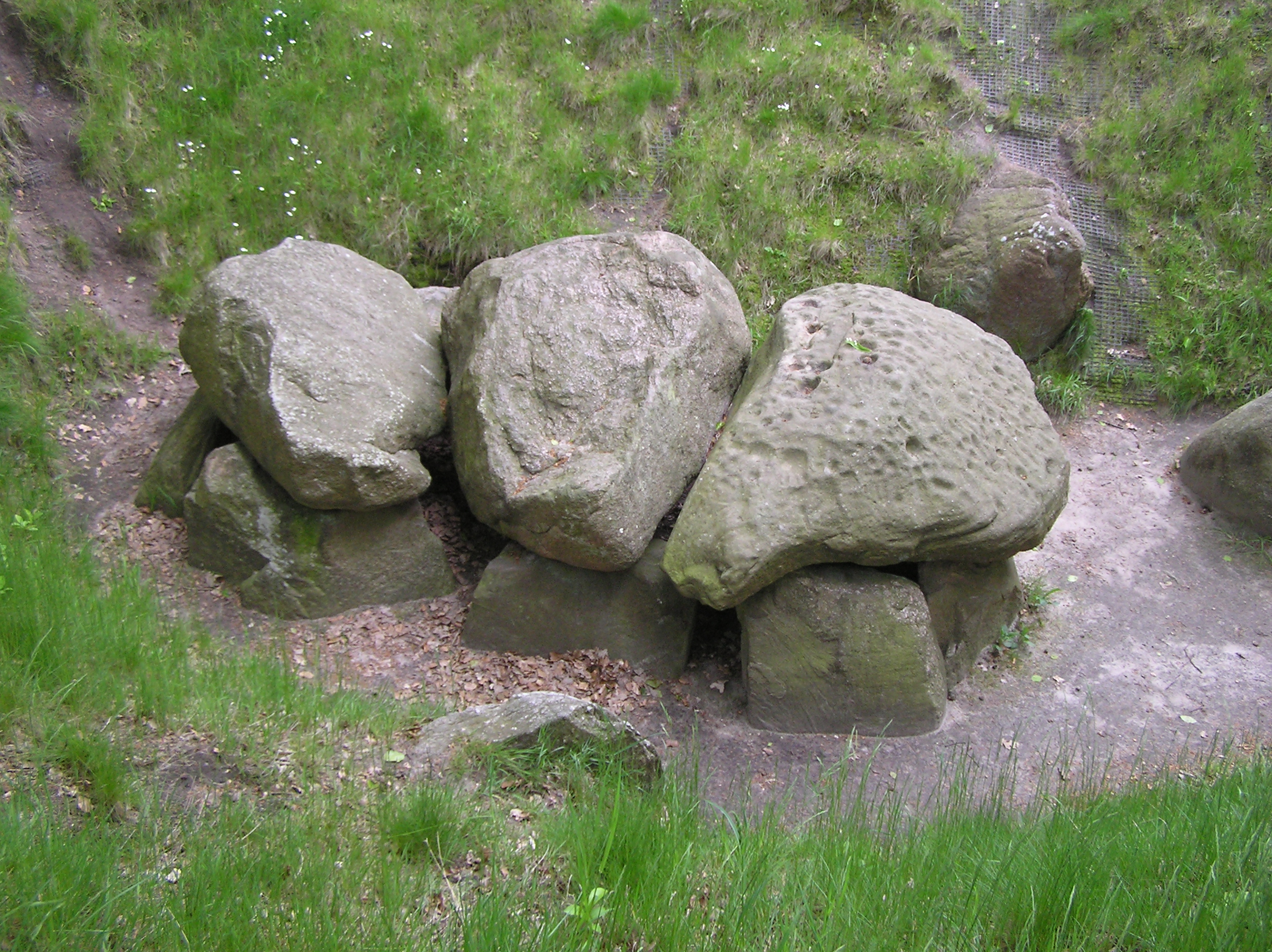
Großsteingrab Bunsoh, Ansicht von Norden

Das Ganggrab von Bunsoh wurde 1874 in einem runden Grabhügel bei Bunsoh im holsteinischen Dithmarschen freigelegt und 1908 näher untersucht. Das Ganggrab der Trichterbecherkultur (TBK) wird auf 3500–2800 v. Chr. datiert und im „Atlas der Megalithgräber Deutschlands“ unter Sprockhoff-Nr. 143 geführt.

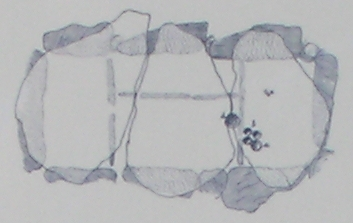
Zeichnung von 1911, mit Quartieren und Fundstücken

Das Ganggrab vom Typ Holsteiner Kammer ist mit 3,75 m Länge verhältnismäßig klein. Seine Breite beträgt 1,55 m und die Längsachse ist von West nach Ost orientiert. Der Boden der Kammer des Großsteingrabes war mit kopfgroßen Rollsteinen gepflastert. Die Zwischenräume zwischen den Tragsteinen waren mit flachen Steinplatten verschlossen. Die Kammer, deren Zugang im Süden liegt, war in vier Quartiere unterteilt. Als Grabbeigaben fand sich Keramik und Geräte aus Feuerstein.

## Die Schalensteine

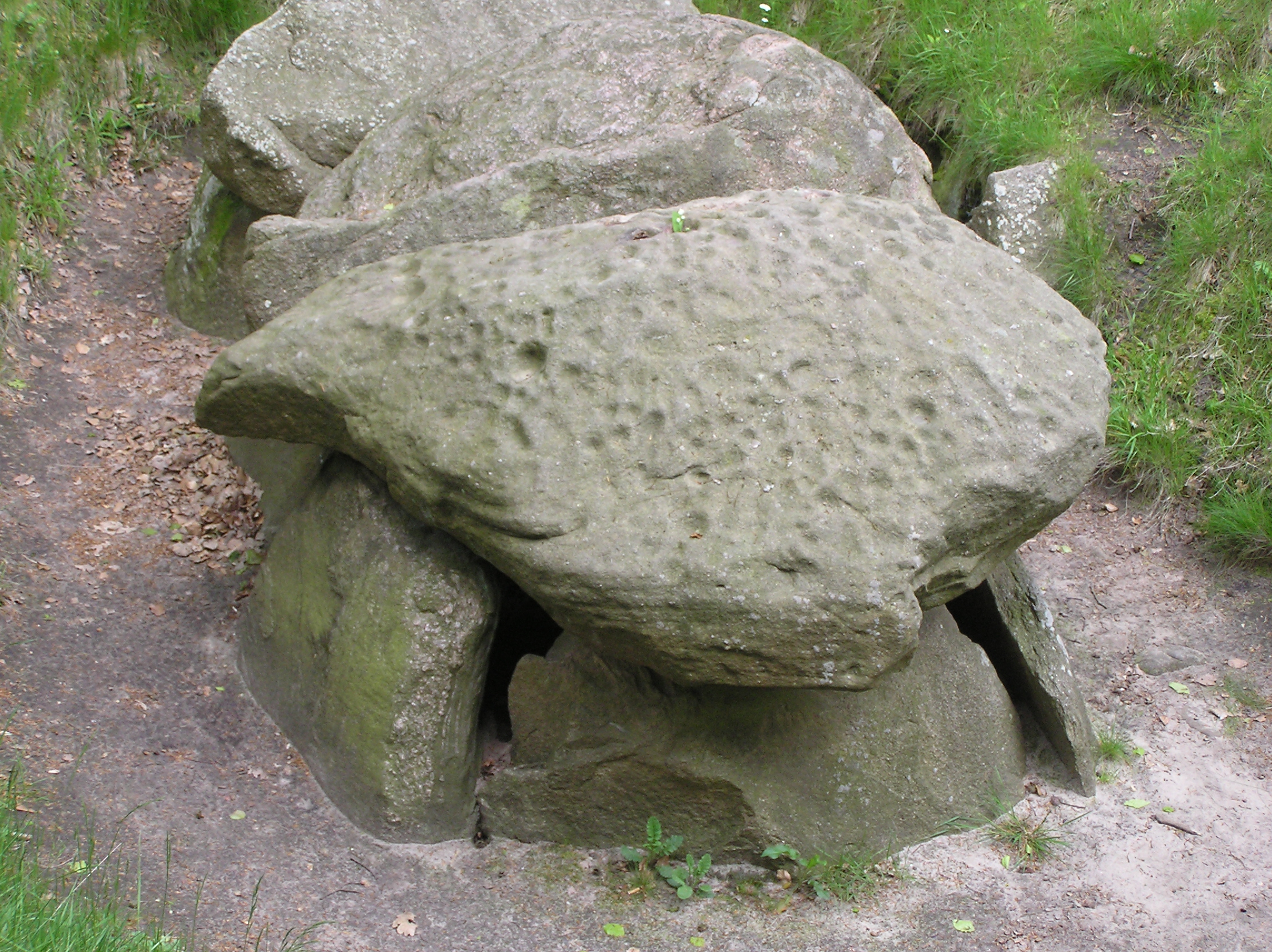
Blick auf den Schalenstein

Auf acht vertikalen Tragsteinen ruhen drei Decksteine, von denen der westliche ein in der Fachwelt bekannter Schalenstein mit etwa 300 Schälchen, mehreren eingravierten Linien, einem Radkreuz, stilisierten menschlichen Händen und einer Fußsohle ist. Die letzteren drei sind in Deutschland nicht und auch sonst nur seltener anzutreffen. Der Schalenstein von Bunsoh gilt als eines der bedeutendsten Kultobjekte aus urgeschichtlicher Zeit. Eine Replik befindet sich im Museum für Archäologie und Ökologie Dithmarschen.

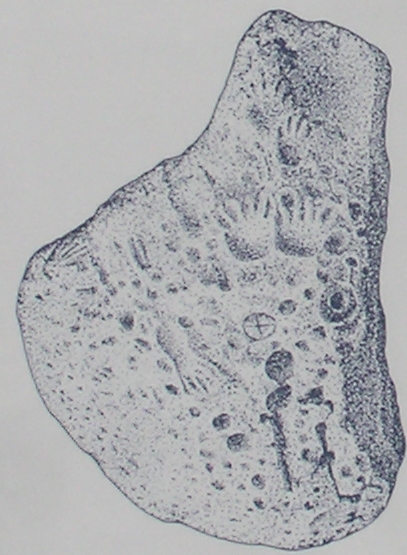
Zeichnung des Schalensteins von 1911

In der Umgebung des Großsteingrabes wurden sechs weitere Schalensteine entdeckt. Der Heimatforscher Nikolaus Lorenzen, wies 1971 in seiner nur als Manuskript vorliegenden Chronik Unser Bunsoh auf fünf weitere Schalensteine hin, die neben Schälchen auch Ringe sowie Hand- und Fußdarstellungen aufgewiesen haben sollen, aber bis auf einen alle verloren gegangen sind. Dieses nur fragmentarisch erhaltene Exemplar befindet sich im Museum von Albersdorf. Etwas später wurde nördlich des Fundortes des Ganggrabes, neben den Resten eines großen Grabhügels der sechste Schalenstein entdeckt. Dieser so genannte „kleine Schalenstein von Bunsoh“ besteht aus rötlichem Sandstein und hat die Maße 1,1 × 0,8 × 0,5 m. Er ist mit fünf Schälchen verziert, die in einer Reihe liegen, sowie mit einer ovalen Eintiefung von neun Zentimeter Länge und vier cm Breite sowie einem sechsten, sehr kleinen Schälchen mit zwei konzentrischen Ringen mit einem äußeren Durchmesser von 19 cm.